# Charlotte van Pruisen (1798-1860)
Frederica Louise Charlotte Wilhelmina van Pruisen en na haar huwelijk Alexandra Fjodorovna ( Russisch: Александра Фёдоровна) (Berlijn, 13 juli 1798 — Poesjkin, 1 november 1860), prinses van Pruisen, tsarina van Rusland, was de dochter van koning Frederik Willem III van Pruisen. Ze trouwde met tsaar Nicolaas I van Rusland.

## Jeugd
Prinses Charlotte werd op 13 juli 1798 geboren als de oudste, overlevende dochter en vierde kind van koning Frederik Willem III van Pruisen en diens vrouw Louise van Mecklenburg-Strelitz, het zesde kind van groothertog Karel II van Mecklenburg-Strelitz. Ze kwam uit een gezin van tien kinderen en was onder anderen de zus van koning Frederik Willem IV van Pruisen, keizer Wilhelm I van Duitsland en de met de Nederlandse prinses Marianne getrouwde prins Frederik Hendrik Albert van Pruisen. Haar jongere zus, prinses Louise trad in het huwelijk met prins Frederik der Nederlanden, een broer van prinses Marianne, de vrouw van prins Albert. Een andere broer van haar, Karel, huwde prinses Marie van Saksen-Weimar-Eisenach. En een andere zus van haar was prinses Alexandrine, die huwde met Paul Frederik, de groothertog van Mecklenburg-Schwerin.

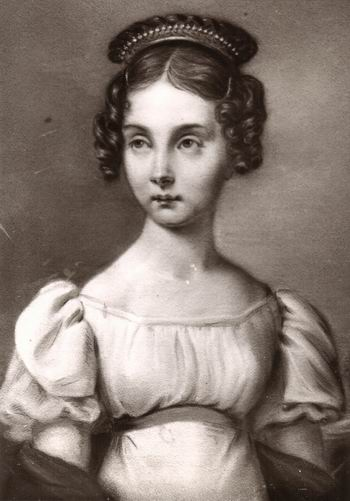
Een jonge prinses Charlotte

Haar jeugd stond in het teken van de Franse revolutionaire en napoleontische oorlogen. Nadat de Fransen het Pruisische leger hadden verslagen moest Charlotte met haar familie naar Oost-Pruisen in de hoop daar bescherming te krijgen van tsaar Alexander I van Rusland. Berlijn kwam onder gezag van Napoleon te staan, waardoor Charlotte in Memel opgroeide. De prinses verloor haar moeder al op jonge leeftijd, ze was slechts twaalf jaar oud. Hierdoor was Charlotte, als oudste dochter van de Pruisische koning, al op jonge leeftijd de hoogste vrouw in Pruisen.
De Zwitserse Maria Margaretha von Wildermeth was haar gouvernante.

## Huwelijk en gezin
In 1814 werd door grootvorst Nicolaas van Rusland (de latere tsaar Nicolaas I) en zijn broer Michaël een bezoek gebracht aan Berlijn. Tijdens dit bezoek werd tussen de families besloten dat Nicolaas zou trouwen met Charlotte. Tijdens een tweede bezoek het jaar daarop werden de twee, precies volgens plan, verliefd op elkaar. Aan het einde van het bezoek waren Nicolaas en Charlotte verloofd. Het duurde echter nog twee jaar voor het huwelijk zou worden voltrokken. Pas in 1817 kwam prinses Charlotte naar Rusland. Om met Nicolaas te kunnen trouwen, moest ze zich eerst bekeren tot de Russisch-Orthodoxe Kerk en nam ze de naam “Alexandra Fjodorovna” aan. Het huwelijk werd vervolgens voltrokken in het Winterpaleis op 13 juli van dat jaar, tevens haar negentiende verjaardag.
Alexandra Fjodorovna had er de eerste maanden veel moeite mee zich aan te passen aan het Russische hof en had veel heimwee naar haar thuisland. Haar eerste jaren in Rusland probeerde Alexandra de Russische taal onder de knie te krijgen. Dit ging echter nogal moeilijk, omdat de leden van keizerlijke familie in het Duits praatten en in het Frans schreven. Ze heeft de taal dan ook nooit volledig geleerd.
Alexandra bracht acht kinderen ter wereld:
| Afbeelding | Naam                   | Geboren           | Overleden        | Bijzonderheden |
| ---------- | ---------------------- | ----------------- | ---------------- | --- |
|            | Tsaar Alexander II     | 29 april 1818     | 13 maart 1881    | Huwde Marie van Hessen-Darmstadt. Werd na de dood van Nicolaas I, tsaar van Rusland. Hij wordt gezien als de laatste grote tsaar, en was vooral in Finland populair. Werd in 1881 vermoord, en opgevolgd door Alexander III. |
|            | Grootvorstin Maria     | 18 augustus 1819  | 21 februari 1876 | Huwde hertog Maximiliaan van Leuchtenberg, een zoon van Eugène de Beauharnais, prins van Frankrijk, en stiefzoon van keizer Napoleon I. Het Mariinskipaleis te Sint-Petersburg is naar haar vernoemd. |
|            | Grootvorstin Olga      | 11 september 1822 | 30 oktober 1892  | Werd door haar huwelijk met Karel de koningin van Württemberg. Uit haar huwelijk werden geen kinderen geboren, echter adopteerden Olga en Karel haar nichtje Vera, dochter van Olga's broer Constantijn. |
|            | Grootvorstin Alexandra | 24 juni 1825      | 10 augustus 1844 | Alexandra was de favoriete dochter van tsaar Nicolaas. Huwde Frederik van Hessen-Kassel, een zoon van Willem en Louise Charlotte van Denemarken, zij was een kleindochter van koning Frederik V van Denemarken. Alexandra raakte zwanger, maar beviel te vroeg. Zowel de baby, Willem, als Alexandra stierven op 10 augustus 1844.   |
|            | Grootvorstin Elizabeth | 7 Juni 1826       | 1829             | |
|            | Grootvorst Constantijn | 21 september 1827 | 29 januari 1892  | Huwde prinses Alexandra van Saksen-Altenburg, een dochter van Jozef, hertog van Saksen-Altenburg. Zijn oudste dochter Olga, huwde koning George I van Griekenland. |
|            | Grootvorst Nicolaas    | 8 augustus 1831   | 25 april 1891    | Huwde prinses Alexandra van Oldenburg, een dochter van Peter van Oldenburg. Hij werd uiteindelijk een veldmaarschalk in het Russische leger, en vocht tijdens de Russisch-Turkse Oorlog. |
|            | Grootvorst Michaël     | 25 oktober 1832   | 18 december 1909 | Huwde Cecilia van Baden, een kleindochter van koning Gustaaf IV Adolf van Zweden. Uit dit huwelijk werd onder andere Anastasia geboren, die zou huwen met groothertog Frederik Frans III van Mecklenburg-Schwerin. Michaël zou uitgroeien tot de Patriarch van de Romanovs, hij overleefde namelijk alle anderen van zijn generatie. |

In 1820 werd een doodgeboren dochter geboren en ook in 1823. Op 7 juni 1826 werd grootvorstin Elizabeth Nikolajevna geboren. Maar Elizabeth stierf in 1829. Het verlies van haar derde kind bracht Alexandra in een diepe depressie. De dokters adviseerden haar een lange vakantie, waarop Nicolaas haar in de herfst van 1820 meenam naar Berlijn om haar familie te zien. Ze keerden pas weer terug in maart 1825, toen tsaar Alexander I hun daartoe verzocht.

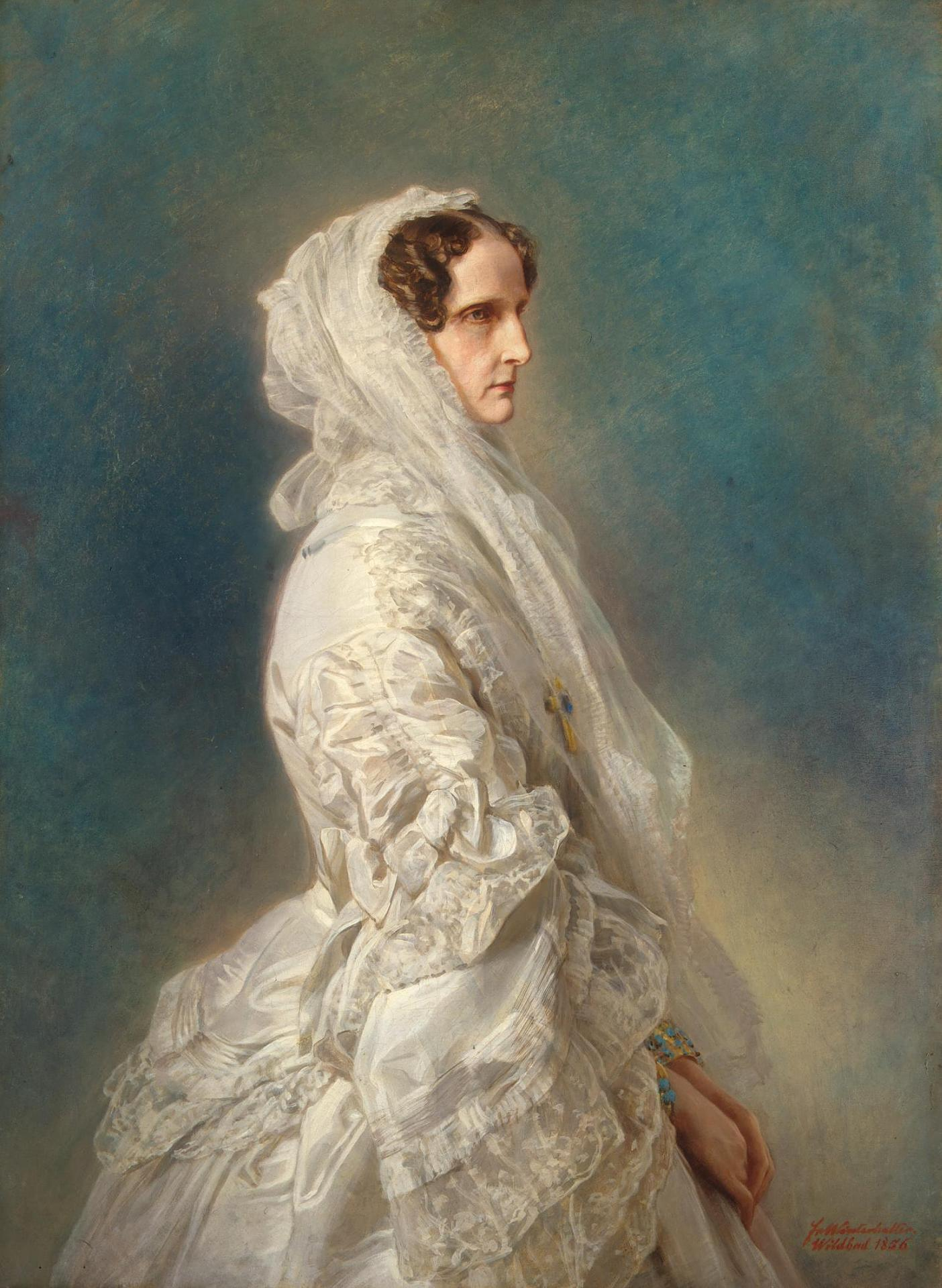
Charlotte, als tsarina van Rusland op latere leeftijd. Geschilderd door Franz Xaver Winterhalter.

## Tsarina van Rusland
De eerste acht jaar van hun huwelijk, toen Nicolaas’ broer Alexander regeerde, waren zeer rustig en het paar genoot dan ook van hun gezinsleven. Ze hielden er geen rekening mee dat zij ooit de Russische troon zouden bestijgen. Alexander had echter twee dochtertjes, die beide jong stierven. Bovendien zag grootvorst Constantijn in 1822 af van zijn rechten op de troon, waardoor Nicolaas de troonopvolger werd. Alexander stierf uiteindelijk in 1825, waardoor Nicolaas de troon besteeg als tsaar Nicolaas I van Rusland en Alexandra tsarina werd.
In 1844 kreeg het tsarenpaar een grote klap te verduren, toen hun dochter Alexandra overleed. De gezondheid van de tsarina, die altijd al slecht was geweest ging steeds meer achteruit. Ze zag er jaren ouder uit en verloor veel gewicht.
Ondanks het gelukkige huwelijk van Alexandra en Nicolaas, is hij haar niet altijd trouw geweest. Toen artsen Alexandra haar vanwege haar zwakke gezondheid in 1845 adviseerden een paar maanden in Palermo te verblijven, ging zij samen met haar echtgenoot Nicolaas. Daar begon hij een relatie met Barbara Nelidova, een hofdame van Alexandra. De tsarina zelf was van dit alles op de hoogte en was in het begin vooral jaloers. Later accepteerde ze het idee en kreeg zelfs een goede band met zijn minnares.
In 1837 brachten Nicolaas en Alexandra een bezoek aan de Krim, gelegen in het zuiden van Rusland, in de hoop dat het haar gezondheid goed zou doen. Daar liet de tsaar een paleis bouwen voor zijn vrouw, dat zij echter maar één keer, in 1852, bezocht. Het jaar daarop begon namelijk de Krimoorlog. In 1854 ging de tsarina zo snel achteruit, dat men vreesde voor haar leven. Ze knapte echter op en wist zelfs haar man te overleven. Nicolaas liep de griep op en overleed daaraan in februari 1855.

## Oud-tsarina
Alexandra leefde vervolgens nog vijf jaar. Ze trok zich terug in het Alexanderpaleis in Tsarskoje Selo, terwijl ze nog altijd goed overweg kon met de minnares van haar echtgenoot. Vanwege haar slechte gezondheid was de oud-tsarina regelmatig genoodzaakt naar het buitenland te reizen om de Russische winters te ontlopen. Alexandra verlangde er echter naar om in haar thuisland te blijven en weigerde in 1860 naar het zuiden te reizen, ondanks de waarschuwingen van haar artsen. Ze stierf in november in het Alexanderpaleis.

### Kwartierstaat
| August Willem van Pruisen (1722—1758)      | August Willem van Pruisen (1722—1758)      | August Willem van Pruisen (1722—1758)      | August Willem van Pruisen (1722—1758)      | August Willem van Pruisen (1722—1758)      | August Willem van Pruisen (1722—1758)      | Amalia van Brunswijk-Wolfenbüttel (1722-1780) | Amalia van Brunswijk-Wolfenbüttel (1722-1780) | Amalia van Brunswijk-Wolfenbüttel (1722-1780) | Amalia van Brunswijk-Wolfenbüttel (1722-1780) | Amalia van Brunswijk-Wolfenbüttel (1722-1780) | Amalia van Brunswijk-Wolfenbüttel (1722-1780) |                                             |                                             | Lodewijk IX van Hessen-Darmstadt (1719–1790) | Lodewijk IX van Hessen-Darmstadt (1719–1790) | Lodewijk IX van Hessen-Darmstadt (1719–1790) | Lodewijk IX van Hessen-Darmstadt (1719–1790) | Lodewijk IX van Hessen-Darmstadt (1719–1790) | Lodewijk IX van Hessen-Darmstadt (1719–1790) | Henriëtte Caroline van Palts-Zweibrücken (1721-1774) | Henriëtte Caroline van Palts-Zweibrücken (1721-1774) | Henriëtte Caroline van Palts-Zweibrücken (1721-1774) | Henriëtte Caroline van Palts-Zweibrücken (1721-1774) | Henriëtte Caroline van Palts-Zweibrücken (1721-1774) | Henriëtte Caroline van Palts-Zweibrücken (1721-1774) |                               |                               | Karel van Mecklenburg-Strelitz (1708-1752) | Karel van Mecklenburg-Strelitz (1708-1752) | Karel van Mecklenburg-Strelitz (1708-1752) | Karel van Mecklenburg-Strelitz (1708-1752) | Karel van Mecklenburg-Strelitz (1708-1752)    | Karel van Mecklenburg-Strelitz (1708-1752)    | Elisabeth Albertine van Sachsen-Hildburghausen (1713–1761) | Elisabeth Albertine van Sachsen-Hildburghausen (1713–1761) | Elisabeth Albertine van Sachsen-Hildburghausen (1713–1761) | Elisabeth Albertine van Sachsen-Hildburghausen (1713–1761) | Elisabeth Albertine van Sachsen-Hildburghausen (1713–1761) | Elisabeth Albertine van Sachsen-Hildburghausen (1713–1761) |                                             |                                             | George Wilhelm van Hessen-Darmstadt (1722-1782) | George Wilhelm van Hessen-Darmstadt (1722-1782) | George Wilhelm van Hessen-Darmstadt (1722-1782)            | George Wilhelm van Hessen-Darmstadt (1722-1782)            | George Wilhelm van Hessen-Darmstadt (1722-1782)            | George Wilhelm van Hessen-Darmstadt (1722-1782)            | Maria Luise Albertine van Leiningen-Dagsburg-Falkenburg (1729-1818) | Maria Luise Albertine van Leiningen-Dagsburg-Falkenburg (1729-1818) | Maria Luise Albertine van Leiningen-Dagsburg-Falkenburg (1729-1818) | Maria Luise Albertine van Leiningen-Dagsburg-Falkenburg (1729-1818) | Maria Luise Albertine van Leiningen-Dagsburg-Falkenburg (1729-1818) | Maria Luise Albertine van Leiningen-Dagsburg-Falkenburg (1729-1818) |  |  |  |  |  |  |  |  |  |  |  |  |  |  |  |  |  |  |  |  |  |  |  |  |  |  |  |  |  |  |  |  |  |  |  |  |  |  |  |  |  |  |  |  |  |  |  |  |
| August Willem van Pruisen (1722—1758)      | August Willem van Pruisen (1722—1758)      | August Willem van Pruisen (1722—1758)      | August Willem van Pruisen (1722—1758)      | August Willem van Pruisen (1722—1758)      | August Willem van Pruisen (1722—1758)      | Amalia van Brunswijk-Wolfenbüttel (1722-1780) | Amalia van Brunswijk-Wolfenbüttel (1722-1780) | Amalia van Brunswijk-Wolfenbüttel (1722-1780) | Amalia van Brunswijk-Wolfenbüttel (1722-1780) | Amalia van Brunswijk-Wolfenbüttel (1722-1780) | Amalia van Brunswijk-Wolfenbüttel (1722-1780) |                                             |                                             | Lodewijk IX van Hessen-Darmstadt (1719–1790) | Lodewijk IX van Hessen-Darmstadt (1719–1790) | Lodewijk IX van Hessen-Darmstadt (1719–1790) | Lodewijk IX van Hessen-Darmstadt (1719–1790) | Lodewijk IX van Hessen-Darmstadt (1719–1790) | Lodewijk IX van Hessen-Darmstadt (1719–1790) | Henriëtte Caroline van Palts-Zweibrücken (1721-1774) | Henriëtte Caroline van Palts-Zweibrücken (1721-1774) | Henriëtte Caroline van Palts-Zweibrücken (1721-1774) | Henriëtte Caroline van Palts-Zweibrücken (1721-1774) | Henriëtte Caroline van Palts-Zweibrücken (1721-1774) | Henriëtte Caroline van Palts-Zweibrücken (1721-1774) |                               |                               | Karel van Mecklenburg-Strelitz (1708-1752) | Karel van Mecklenburg-Strelitz (1708-1752) | Karel van Mecklenburg-Strelitz (1708-1752) | Karel van Mecklenburg-Strelitz (1708-1752) | Karel van Mecklenburg-Strelitz (1708-1752)    | Karel van Mecklenburg-Strelitz (1708-1752)    | Elisabeth Albertine van Sachsen-Hildburghausen (1713–1761) | Elisabeth Albertine van Sachsen-Hildburghausen (1713–1761) | Elisabeth Albertine van Sachsen-Hildburghausen (1713–1761) | Elisabeth Albertine van Sachsen-Hildburghausen (1713–1761) | Elisabeth Albertine van Sachsen-Hildburghausen (1713–1761) | Elisabeth Albertine van Sachsen-Hildburghausen (1713–1761) |                                             |                                             | George Wilhelm van Hessen-Darmstadt (1722-1782) | George Wilhelm van Hessen-Darmstadt (1722-1782) | George Wilhelm van Hessen-Darmstadt (1722-1782)            | George Wilhelm van Hessen-Darmstadt (1722-1782)            | George Wilhelm van Hessen-Darmstadt (1722-1782)            | George Wilhelm van Hessen-Darmstadt (1722-1782)            | Maria Luise Albertine van Leiningen-Dagsburg-Falkenburg (1729-1818) | Maria Luise Albertine van Leiningen-Dagsburg-Falkenburg (1729-1818) | Maria Luise Albertine van Leiningen-Dagsburg-Falkenburg (1729-1818) | Maria Luise Albertine van Leiningen-Dagsburg-Falkenburg (1729-1818) | Maria Luise Albertine van Leiningen-Dagsburg-Falkenburg (1729-1818) | Maria Luise Albertine van Leiningen-Dagsburg-Falkenburg (1729-1818) |  |  |  |  |  |  |  |  |  |  |  |  |  |  |  |  |  |  |  |  |  |  |  |  |  |  |  |  |  |  |  |  |  |  |  |  |  |  |  |  |  |  |  |  |  |  |  |  |
|                                            |                                            |                                            |                                            |                                            |                                            |                                               |                                               |                                               |                                               |                                               |                                               |                                             |                                             |                                              |                                              |                                              |                                              |                                              |                                              |                                                      |                                                      |                                                      |                                                      |                                                      |                                                      |                               |                               |                                            |                                            |                                            |                                            |                                               |                                               |                                                            |                                                            |                                                            |                                                            |                                                            |                                                            |                                             |                                             |                                                 |                                                 |                                                            |                                                            |                                                            |                                                            |                                                                     |                                                                     |                                                                     |                                                                     |                                                                     |                                                                     |  |  |  |  |  |  |  |  |  |  |  |  |  |  |  |  |  |  |  |  |  |  |  |  |  |  |  |  |  |  |  |  |  |  |  |  |  |  |  |  |  |  |  |  |  |  |  |  |
|                                            |                                            |                                            |                                            | Frederik Willem II van Pruisen (1744-1797) | Frederik Willem II van Pruisen (1744-1797) | Frederik Willem II van Pruisen (1744-1797)    | Frederik Willem II van Pruisen (1744-1797)    | Frederik Willem II van Pruisen (1744-1797)    | Frederik Willem II van Pruisen (1744-1797)    |                                               |                                               |                                             |                                             |                                              |                                              | Frederika van Hessen-Darmstadt (1751-1805)   | Frederika van Hessen-Darmstadt (1751-1805)   | Frederika van Hessen-Darmstadt (1751-1805)   | Frederika van Hessen-Darmstadt (1751-1805)   | Frederika van Hessen-Darmstadt (1751-1805)           | Frederika van Hessen-Darmstadt (1751-1805)           |                                                      |                                                      |                                                      |                                                      |                               |                               |                                            |                                            |                                            |                                            | Karel II van Mecklenburg-Strelitz (1741-1816) | Karel II van Mecklenburg-Strelitz (1741-1816) | Karel II van Mecklenburg-Strelitz (1741-1816)              | Karel II van Mecklenburg-Strelitz (1741-1816)              | Karel II van Mecklenburg-Strelitz (1741-1816)              | Karel II van Mecklenburg-Strelitz (1741-1816)              |                                                            |                                                            |                                             |                                             |                                                 |                                                 | Frederika Caroline Louise van Hessen-Darmstadt (1752–1782) | Frederika Caroline Louise van Hessen-Darmstadt (1752–1782) | Frederika Caroline Louise van Hessen-Darmstadt (1752–1782) | Frederika Caroline Louise van Hessen-Darmstadt (1752–1782) | Frederika Caroline Louise van Hessen-Darmstadt (1752–1782)          | Frederika Caroline Louise van Hessen-Darmstadt (1752–1782)          |                                                                     |                                                                     |                                                                     |                                                                     |  |  |  |  |  |  |  |  |  |  |  |  |  |  |  |  |  |  |  |  |  |  |  |  |  |  |  |  |  |  |  |  |  |  |  |  |  |  |  |  |  |  |  |  |  |  |  |  |
|                                            |                                            |                                            |                                            | Frederik Willem II van Pruisen (1744-1797) | Frederik Willem II van Pruisen (1744-1797) | Frederik Willem II van Pruisen (1744-1797)    | Frederik Willem II van Pruisen (1744-1797)    | Frederik Willem II van Pruisen (1744-1797)    | Frederik Willem II van Pruisen (1744-1797)    |                                               |                                               |                                             |                                             |                                              |                                              | Frederika van Hessen-Darmstadt (1751-1805)   | Frederika van Hessen-Darmstadt (1751-1805)   | Frederika van Hessen-Darmstadt (1751-1805)   | Frederika van Hessen-Darmstadt (1751-1805)   | Frederika van Hessen-Darmstadt (1751-1805)           | Frederika van Hessen-Darmstadt (1751-1805)           |                                                      |                                                      |                                                      |                                                      |                               |                               |                                            |                                            |                                            |                                            | Karel II van Mecklenburg-Strelitz (1741-1816) | Karel II van Mecklenburg-Strelitz (1741-1816) | Karel II van Mecklenburg-Strelitz (1741-1816)              | Karel II van Mecklenburg-Strelitz (1741-1816)              | Karel II van Mecklenburg-Strelitz (1741-1816)              | Karel II van Mecklenburg-Strelitz (1741-1816)              |                                                            |                                                            |                                             |                                             |                                                 |                                                 | Frederika Caroline Louise van Hessen-Darmstadt (1752–1782) | Frederika Caroline Louise van Hessen-Darmstadt (1752–1782) | Frederika Caroline Louise van Hessen-Darmstadt (1752–1782) | Frederika Caroline Louise van Hessen-Darmstadt (1752–1782) | Frederika Caroline Louise van Hessen-Darmstadt (1752–1782)          | Frederika Caroline Louise van Hessen-Darmstadt (1752–1782)          |                                                                     |                                                                     |                                                                     |                                                                     |  |  |  |  |  |  |  |  |  |  |  |  |  |  |  |  |  |  |  |  |  |  |  |  |  |  |  |  |  |  |  |  |  |  |  |  |  |  |  |  |  |  |  |  |  |  |  |  |
|                                            |                                            |                                            |                                            |                                            |                                            |                                               |                                               |                                               |                                               | Frederik Willem III van Pruisen (1770-1840)   | Frederik Willem III van Pruisen (1770-1840)   | Frederik Willem III van Pruisen (1770-1840) | Frederik Willem III van Pruisen (1770-1840) | Frederik Willem III van Pruisen (1770-1840)  | Frederik Willem III van Pruisen (1770-1840)  |                                              |                                              |                                              |                                              |                                                      |                                                      |                                                      |                                                      |                                                      |                                                      |                               |                               |                                            |                                            |                                            |                                            |                                               |                                               |                                                            |                                                            |                                                            |                                                            | Louise van Mecklenburg-Strelitz (1776-1810)                | Louise van Mecklenburg-Strelitz (1776-1810)                | Louise van Mecklenburg-Strelitz (1776-1810) | Louise van Mecklenburg-Strelitz (1776-1810) | Louise van Mecklenburg-Strelitz (1776-1810)     | Louise van Mecklenburg-Strelitz (1776-1810)     |                                                            |                                                            |                                                            |                                                            |                                                                     |                                                                     |                                                                     |                                                                     |                                                                     |                                                                     |  |  |  |  |  |  |  |  |  |  |  |  |  |  |  |  |  |  |  |  |  |  |  |  |  |  |  |  |  |  |  |  |  |  |  |  |  |  |  |  |  |  |  |  |  |  |  |  |
|                                            |                                            |                                            |                                            |                                            |                                            |                                               |                                               |                                               |                                               | Frederik Willem III van Pruisen (1770-1840)   | Frederik Willem III van Pruisen (1770-1840)   | Frederik Willem III van Pruisen (1770-1840) | Frederik Willem III van Pruisen (1770-1840) | Frederik Willem III van Pruisen (1770-1840)  | Frederik Willem III van Pruisen (1770-1840)  |                                              |                                              |                                              |                                              |                                                      |                                                      |                                                      |                                                      |                                                      |                                                      |                               |                               |                                            |                                            |                                            |                                            |                                               |                                               |                                                            |                                                            |                                                            |                                                            | Louise van Mecklenburg-Strelitz (1776-1810)                | Louise van Mecklenburg-Strelitz (1776-1810)                | Louise van Mecklenburg-Strelitz (1776-1810) | Louise van Mecklenburg-Strelitz (1776-1810) | Louise van Mecklenburg-Strelitz (1776-1810)     | Louise van Mecklenburg-Strelitz (1776-1810)     |                                                            |                                                            |                                                            |                                                            |                                                                     |                                                                     |                                                                     |                                                                     |                                                                     |                                                                     |  |  |  |  |  |  |  |  |  |  |  |  |  |  |  |  |  |  |  |  |  |  |  |  |  |  |  |  |  |  |  |  |  |  |  |  |  |  |  |  |  |  |  |  |  |  |  |  |
|                                            |                                            |                                            |                                            |                                            |                                            |                                               |                                               |                                               |                                               |                                               |                                               |                                             |                                             |                                              |                                              |                                              |                                              |                                              |                                              |                                                      |                                                      |                                                      |                                                      |                                                      |                                                      |                               |                               |                                            |                                            |                                            |                                            |                                               |                                               |                                                            |                                                            |                                                            |                                                            |                                                            |                                                            |                                             |                                             |                                                 |                                                 |                                                            |                                                            |                                                            |                                                            |                                                                     |                                                                     |                                                                     |                                                                     |                                                                     |                                                                     |  |  |  |  |  |  |  |  |  |  |  |  |  |  |  |  |  |  |  |  |  |  |  |  |  |  |  |  |  |  |  |  |  |  |  |  |  |  |  |  |  |  |  |  |  |  |  |  |
|                                            |                                            |                                            |                                            |                                            |                                            |                                               |                                               |                                               |                                               |                                               |                                               |                                             |                                             |                                              |                                              |                                              |                                              |                                              |                                              |                                                      |                                                      |                                                      |                                                      |                                                      |                                                      |                               |                               |                                            |                                            |                                            |                                            |                                               |                                               |                                                            |                                                            |                                                            |                                                            |                                                            |                                                            |                                             |                                             |                                                 |                                                 |                                                            |                                                            |                                                            |                                                            |                                                                     |                                                                     |                                                                     |                                                                     |                                                                     |                                                                     |  |  |  |  |  |  |  |  |  |  |  |  |  |  |  |  |  |  |  |  |  |  |  |  |  |  |  |  |  |  |  |  |  |  |  |  |  |  |  |  |  |  |  |  |  |  |  |  |
| Frederik Willem IV van Pruisen (1795-1861) | Frederik Willem IV van Pruisen (1795-1861) | Frederik Willem IV van Pruisen (1795-1861) | Frederik Willem IV van Pruisen (1795-1861) | Frederik Willem IV van Pruisen (1795-1861) | Frederik Willem IV van Pruisen (1795-1861) |                                               |                                               | Wilhelm I van Duitsland (1797-1888)           | Wilhelm I van Duitsland (1797-1888)           | Wilhelm I van Duitsland (1797-1888)           | Wilhelm I van Duitsland (1797-1888)           | Wilhelm I van Duitsland (1797-1888)         | Wilhelm I van Duitsland (1797-1888)         |                                              |                                              | Charlotte van Pruisen (1798-1860)            | Charlotte van Pruisen (1798-1860)            | Charlotte van Pruisen (1798-1860)            | Charlotte van Pruisen (1798-1860)            | Charlotte van Pruisen (1798-1860)                    | Charlotte van Pruisen (1798-1860)                    |                                                      |                                                      | Karel van Pruisen (1801-1883)                        | Karel van Pruisen (1801-1883)                        | Karel van Pruisen (1801-1883) | Karel van Pruisen (1801-1883) | Karel van Pruisen (1801-1883)              | Karel van Pruisen (1801-1883)              |                                            |                                            | Alexandrine van Pruisen (1803-1892)           | Alexandrine van Pruisen (1803-1892)           | Alexandrine van Pruisen (1803-1892)                        | Alexandrine van Pruisen (1803-1892)                        | Alexandrine van Pruisen (1803-1892)                        | Alexandrine van Pruisen (1803-1892)                        |                                                            |                                                            | Louise van Pruisen (1808-1870)              | Louise van Pruisen (1808-1870)              | Louise van Pruisen (1808-1870)                  | Louise van Pruisen (1808-1870)                  | Louise van Pruisen (1808-1870)                             | Louise van Pruisen (1808-1870)                             |                                                            |                                                            | Albert van Pruisen (1809-1872)                                      | Albert van Pruisen (1809-1872)                                      | Albert van Pruisen (1809-1872)                                      | Albert van Pruisen (1809-1872)                                      | Albert van Pruisen (1809-1872)                                      | Albert van Pruisen (1809-1872)                                      |  |  |  |  |  |  |  |  |  |  |  |  |  |  |  |  |  |  |  |  |  |  |  |  |  |  |  |  |  |  |  |  |  |  |  |  |  |  |  |  |  |  |  |  |  |  |  |  |

- Biblioteca Nacional de España: XX1124608
- Gemeinsame Normdatei: 119092085
- International Standard Name Identifier: 0000 0000 6318 0126
- Library of Congress Control Number: n93095528
- Nationale Bibliotheek van Letland: 000058019
- Nationale Bibliotheek van Tsjechië: js2011660751
- Nationale bibliotheek van Australië: 35299400
- Nationale Bibliotheek van Polen: a0000001651618
- Istituto Centrale per il Catalogo Unico: VEAV479827
- LIBRIS: 208532
- SNAC: w6fr7rvd
- Trove: 902885
- Union List of Artist Names: 500353851
- Virtual International Authority File: 30339230
- WorldCat: E39PBJgMyqgmmpTwM6jhjxjHmd